# 格罗特
格罗特（義大利語：Grotte），是意大利西西里大区阿格里真托省的一个市镇。总面积23.86平方公里，人口5953人，人口密度249.5人/平方公里（2009年）。ISTAT代码为084018。